# Afonso Dinis, bispo da Guarda e de Évora
Afonso Dinis foi um clérigo português, sucessivamente bispo da Guarda (1346-1347) e de Évora (1347-1352), para além de ter também servido na corte de Afonso IV de Portugal como físico (médico) e astrólogo do monarca.